# Vegårshei
Vegårshei er en kommune i Agder fylke i Norge. Den grænser i nord til Nissedal og Gjerstad, i øst til Risør, i syd til Tvedestrand og i vest til Åmli.